# Douglas Buxton
Douglas Raymond Buxton (12 de fevereiro de 1917 — 4 de julho de 1984) foi um velejador australiano, medalhista olímpico. Ele competiu nos Jogos Olímpicos de Verão de 1956 na classe 5.5 Metre e conquistou a medalha de bronze a bordo do Buraddoo, ao lado de Jock Sturrock e Devereaux Mytton. Esta foi a primeira medalha conquistada por velejadores australianos nas Olimpíadas.